# رادیو نمایش
رادیو نمایش رادیویی است که به‌طور تخصصی به موضوع نمایش می‌پردازد. این رادیو بر روی موج اف ام، فرکانس ۱۰۷٫۵۰ به صورت ۲۴ ساعته برنامه دارد. رادیو نمایش زیر نظر اداره کل هنرهای نمایشی رادیو فعالیت می‌کند.

## تهیه کنندگان این شبکه
فرهنگ جولایی
محمد مهاجر
علیرضا عموزاده
ماهداد توکلی
شهریار کرمی
داوود جمشیدی
مهتاب امینی
منصور والامقام
فریبرز گلبن
مهدی نمینی مقدم
طیبه محمد علی
فرشاد آذر نیا
اشرف السادات اشرف نژاد
مهدیه تقی زاده
نوید جولایی
محسن جواهری
پگاه عموزاده
عطیه گلی

قاسم اورنگی
حماد خزایی
امیر هوشنگ کریم نیا

## واحدها
رادیو نمایش در حال حاضر از بخش‌های گوناگون زیر تشکیل یافته‌است:
- مدیر گروه برنامه‌های مستند و ترکیبی، رضا گل سوسن
- مدیر گروه هنرهای نمایشی، حمیدرضا قربانی
- مدیر متون و  ادبیات نمایشی، امین رهبر
- مدیر تولید و تأمین، مهدی طهماسبی
- مدیر طرح و برنامه‌ریزی، راما نیکبخش
- مدیر پخش و نظارت، سید محمد علوی زاده
- مدیر فضای مجازی، سید نیما شمس الدین
- مدیر اجرایی، امیر نیکوکار
- مدیر مالی، شیرازی
- مسئول هماهنگی پخش، امید خانزاد
- مشاوران، کاظم نظری، مشاور عالی- صادق زنگنه، مشاور ادبیات نمایشی- علی فدایی، مشاور تولید

## مدیران کل
- محمدرضا جعفری جلوه
- مجید شریف خدایی
- شهرام گیل آبادی
- محمدرضا قربانی
- محمود زنده نام
- مهدی دهقان نیری
- حمیدرضا افتخاری
- دکتر محسن سوهانی

## برنامه‌های شاخص
- تلویزیون مجازی
- پرانتز باز
- دانگ
- دیالوگ
- چرند و پرند
- ایستگاه ۱۰۷/۵
- هزار توی داستان
- ارغنون
- رادیو فیلم
- پازل
- شب آرام
- استودیو هشت
- کافه ارگ
- هزار افسان
- یکی بود یکی نبود
- نکته باریکتر ز مو
- زورق خیال
- جعبه موسیقی
- پشت سایه شب
- انبار کتاب‌های جادویی
- گولاچو